# Robinson College
Robinson College est l'un des 31 collèges de l'université de Cambridge au Royaume-Uni, fondé en 1977.